# Damaskini
Damaskini waren Predigten in einfacher bulgarischer (anfänglich auch kirchenslawischer) Sprache.
Die Damaskini sind Übersetzungen der Predigtensammlung des griechischen Bischofs Damaskenos Studites, welche 1570 in Venedig im Druck erschienen. Diese waren in griechischer Volkssprache geschrieben. Die ältesten Übersetzungen waren kirchenslawisch, später erfolgten dann Übersetzungen ins Bulgarische. Damaskini waren beliebt und Teil der mündlichen Kultur; sie wurden nicht gedruckt.